# Annaphila variegata
Annaphila variegata là một loài bướm đêm trong họ Noctuidae.